# Diederik van Lawick van Pabst (1828-1899)
Diederik Jan Antonie Albertus van Lawick van Pabst, heer van Nijevelt (Antwerpen, 7 maart 1828 – Arnhem, 11 juli 1899) was een Nederlandse politicus en burgemeester van Vreeland, Nigtevecht, Maarssen, Maarsseveen en Arnhem.

## Biografie
Van Lawick van Pabst is nageslacht van het Nederlandse adellijke geslacht Van Pabst via zijn vader, ook Diederik van Lawick van Pabst geheten, en het Belgische adellijke geslacht De Braconier via zijn moeder Maria Elisabeth de Braconier. Hij trouwde op 3 maart 1859 met Maria Jacoba Simonetta Rijnbende, met wie hij en zoon en vier dochters kreeg.
Van Lawick van Pabst overleed op 11 juli 1899 op 71-jarige leeftijd.

## Loopbaan
Van Lawick van Pabst begon zijn loopbaan in de gemeentelijke administratie.
Op 14 december 1858 werd Van Lawick van Pabst met ingang van 1 januari 1859 benoemd tot burgemeester van Vreeland en Nigtevecht (beide tegenwoordig onderdeel van de gemeente Stichtse Vecht). Op 5 januari van dat jaar werd hij als secretaris van de gemeenteraad van Nigtevecht gekozen.
Op 9 mei 1865 werd Van Lawick van Pabst in het kiesdistrict Breukelen verkozen tot lid van de Provinciale Staten van Utrecht. Op 20 april 1868 werd hij benoemd tot burgemeester van Maarssen en Maarsseveen.
Van Lawick van Pabst werd op 22 november 1884 benoemd tot burgemeester van Arnhem en bleef aan tot zijn overlijden. Tijdens zijn bewind kocht de gemeente Arnhem de parken Klarenbeek en Sonsbeek over van respectievelijk de families Van Pallandt en Van Heeckeren. Ook richtte hij zich op de verbetering van de volkshuisvesting en de riolering in de gemeente.

## Trivia
- Een straat in de Burgemeesterswijk in Arnhem (de Van Lawick van Pabststraat) is naar Van Lawick van Pabst vernoemd.
- Zijn zoon, ook Diederik van Lawick van Pabst geheten, werd ook burgemeester, achtereenvolgens van Buurmalsen, Doetinchem en Ede.